# Cyperus platycaulis
Cyperus platycaulis är en halvgräsart som beskrevs av John Gilbert Baker. Cyperus platycaulis ingår i släktet papyrusar, och familjen halvgräs. Inga underarter finns listade i Catalogue of Life.